# Parque nacional de Katavi
El Parque nacional de Katavi (en suajili: Hifadhi ya Katavi) es un espacio protegido que fue creado en 1974 y está situado en el oeste del país africano de Tanzania. Es un parque muy remoto que se visita con menos frecuencia que otros parques nacionales de la región. El parque tiene 4.471 kilómetros cuadrados (1.726 millas cuadradas) de superficie, lo que lo convierte en el tercer parque nacional más grande de Tanzania. El parque abarca el río Katuma, el lago temporal Katavi y las llanuras inundables del Lago Chada.